# My Friends & Me
| Оценки критиков               | Оценки критиков |
| Источник                      | Оценка          |
| ----------------------------- | --------------- |
| AllMusic                      | [ 1 ]           |
| Encyclopedia of Popular Music | [ 2 ]           |
| People                        | без оценки      |

My Friends & Me — тридцать третий студийный альбом американской певицы Дайон Уорвик, выпущенный в 2006 году на лейбле Concord Records.

## Об альбоме
Пластинка представляет собой сборник перезаписанных с другими исполнителями прежних песен певицы. Продюсером альбома стал Деймон Эллиот, сын Дайон Уорвик. На данном альбоме Эллиот решил сохранить большинство фортепианных аранжировок Берта Бакарака, обновив их электронным звучанием. Также в большинстве треков певица уходит как бы на задний план, давая гостям больше времени для исполнения.
Специально для трека «The Windows of the World» был написан рэп-куплет, который исполнила Da Brat. Певица Глэдис Найт, исполнившая на этом альбоме песню «I’ll Never Love This Way Again», уже работала с Уорвик над супер-хитом «That’s What Friends Are For» 1985 года. На альбоме присутствует песня «Do You Know the Way to San Jose», записанная в дуэте с певицей Селией Крус ещё в 1998 году для альбома Уорвик Dionne Sings Dionne.
Лид-синглом с альбома была выбрана песня «Do You Know the Way to San Jose». Сама пластинка заняла 66 место в чарте Top R&B Albums.

## Список композиций
| №   | Название                                                                          | Автор(ы)                    | Длительность |
| --- | --------------------------------------------------------------------------------- | --------------------------- | ------------ |
| 1.  | «Walk On By» (with Gloria Estefan)                                                | Берт Бакарак, Хэл Дэвид     | 2:56         |
| 2.  | «Message to Michael» (with Cyndi Lauper)                                          | Берт Бакарак, Хэл Дэвид     | 2:59         |
| 3.  | «Close to You» (with Mýa)                                                         | Берт Бакарак, Хэл Дэвид     | 4:00         |
| 4.  | «I’ll Never Love This Way Again» (with Gladys Knight)                             | Ричард Керр, Уилл Дженнингс | 4:19         |
| 5.  | «Raindrops Keep Fallin’ on My Head» (with Kelis)                                  | Берт Бакарак, Хэл Дэвид     | 2:26         |
| 6.  | «Déjà Vu»                                                                         | Айзек Хейз, Адренн Андерсон | 4:50         |
| 7.  | «I Say a Little Prayer» (with Reba McEntire)                                      | Берт Бакарак, Хэл Дэвид     | 3:08         |
| 8.  | «Anyone Who Had a Heart» (with Wynonna Judd)                                      | Берт Бакарак, Хэл Дэвид     | 3:43         |
| 9.  | «Then Came You» (with Lisa Tucker)                                                | Шерман Маршалл, Филлип Пью  | 3:26         |
| 10. | «Wishin’ and Hopin’» (with Olivia Newton-John)                                    | Берт Бакарак, Хэл Дэвид     | 3:03         |
| 11. | «Love Will Find a Way» (with Cheyenne Elliott)                                    | Деймон Эллиот, Терри Стил   | 4:56         |
| 12. | «The Windows of the World» (with Angie Stone, Chanté Moore, Deborah Cox, Da Brat) | Берт Бакарак, Хэл Дэвид     | 3:26         |
| 13. | «Do You Know the Way to San Jose» (with Celia Cruz)                               | Берт Бакарак, Хэл Дэвид     | 5:46         |

## Чарты
| Чарт (2006)                            | Пиковая позиция |
| -------------------------------------- | --------------- |
| США (Billboard Top R&B/Hip-Hop Albums) | 66              |